# Malena Luchetti
Malena Luchetti (Buenos Aires, 14 de julio de 1992) es una actriz argentina. Conocida principalmente por sus trabajos durante su infancia.

## Trabajos
| Año       | Título        | Canal    | Personaje               |
| --------- | ------------- | -------- | ----------------------- |
| 1999-2000 | Campeones     | El Trece | Catalina                |
| 2001      | Culpables     | El Trece | Lila                    |
| 2002      | Son amores    | El Trece | Yesi                    |
| 2003      | Resistiré     | Telefe   | Carolina Doval          |
| 2004-2005 | La niñera     | Telefe   | Micaela "Mica" Iraola   |
| 2005      | Ambiciones    | Telefe   | Marga (Niña)            |
| 2015      | Esperanza mía | El Trece | Patricia Machado "Pato" |

En el año 2005 formó parte del programa Showmatch como jurado del talent show 30 segundos de fama kids

## Premios
- Martín Fierro 2000: Mejor actuación infantil (Campeones de la vida)

### Nominaciones
- Martín Fierro 1999: Mejor actuación infantil (Campeones de la vida)